# Clive Temperton
Clive Temperton (ur. we wrześniu 1946) – współczesny angielski matematyk pracujący nad zagadnieniami numerycznych prognoz pogody.

## Życiorys
Pomiędzy 1976 i 1981 pracował w Europejskim Centrum Prognoz Średnioterminowych. Opracował algorytm szybkiej transformaty Fouriera, której długość nie była ograniczona do potęgi 2; razem z Davidem Williamsonem opracował technikę inicjalizacji nieliniowymi modami normalnymi.
Od około 1982 w Division de Recherche en Prévision Numérique w Montrealu badał metody adwekcji semi-lagrange'owskiej. W 1998 wrócił do Anglii i pracował w ECMWF w Sekcji Technik Numerycznych, gdzie koncentrował się nad technikami semi-lagrange'owskimi oraz opracowaniem modelu sprzężonego dla cztero-wymiarowej asymilacji danych. Przeszedł na emeryturę w 2006 roku.
W 2006 był członkiem rady miasta Bracknell.

## Wybrane publikacje
- Simmons, A.J., Temperton, C., Stability of a two-time-level semi-implicit integration scheme for gravity wave motion, Mon. Wea. Rev., 125, 600-615, 1997.